# Rudolf Altschul (lékař)
Rudolf Altschul, FRSC (24. února 1901 Královské Vinohrady – 4. listopadu 1963 Saskatoon, Saskatchewan, Kanada) byl německy mluvící československý anatom, psychiatr a spisovatel židovského původu.

## Život
Pocházel ze židovské rodiny. Otec Emanuel Altschul byl obchodní zástupce, matka Emma (rozená Schneiderová) zemřela v roce 1918. Jeho sestra Wilma (provd. Katzová) a jeho bratr Franz Altschul se později v době nacismu stali obětí holokaustu, jeho sestra Irma přežila věznění v terezínském ghettu a později za ním emigrovala do Kanady.
Od roku 1907 Altschul navštěvoval základní školu v Karlíně a od roku 1911 c.k. Německou státní střední školu, kde se spřátelil s Hansem Klausem. 

### Studijní a literární skupina "Protest"
V roce 1919 založil s Hansem Klausem a Konstantinem Ahnem literární skupinu Gruppe Protest, která vydávala několik krátkodobých časopisů a prováděla společná čtení. V roce 1921 publikoval v časopise Avalun příběh Die Geretteten (Zachránění). 
Kolem roku 1919 studoval medicínu na německé Karlo-Ferdinandově univerzitě v Praze. V roce 1925 získal doktorát. Poté se dále vzdělával ve slavné pařížské psychiatrické léčebně Salpêtrière.

### Aktivity v Římě a Praze
Od roku 1926 pracoval Rudolf Altschul v neurologii na Policlinico Umberto I na univerzitě La Sapienza v Římě. V roce 1928 se oženil s Annou Karolinou Fischerovou z Prahy.
Od roku 1929 Rudolf Altschul působil opět v Praze jako odborný asistent v Histologickém ústavu Německé univerzity v Praze u Alfreda Kohna a také vedl vlastní soukromou psychiatrickou praxi. V těchto funkcích setrval až do německé okupace Československa v březnu 1939.

### Aktivity v Kanadě
V dubnu 1939 uprchl Rudolf Altschul bez manželky Anny do Říma, kde působil již od roku 1926. Odtud koncem srpna odcestoval do Anglie, kde se s manželkou znovu setkal. Dne 2. V září 1939 oba nastoupili v Liverpoolu na loď Athenia směrem do Kanady. Loď však byla následující den potopena německou ponorkou, ale oběma manželům se podařilo zachránit.
V říjnu přijeli do USA a odtud do Saskatoonu v Kanadě, kde bylo Rudolfovi přislíbeno místo ve fakultní nemocnici. Od té doby byl Altschul zaměstnán na University of Saskatchewan, od roku 1948 jako řádný profesor a od roku 1955 jako vedoucí katedry. Stal se postupně členem Americké asociace pro rozvoj vědy, Americké asociace anatomů, prezidentem Kanadské asociace anatomů a členem Královské společnosti Kanady (FRSC). 
Rudolf Altschul je autorem odborných textů v angličtině na témata z oborů histologie, neurologie a arteriosklerózy. V angličtině psal také literární texty a překládal z angličtiny do němčiny. Ty však zůstaly nedokončené a nepublikované v rámci pozůstalosti. 

## Spisy
- Selected studies on arteriosclerosis. Springfield, Ill.: Charles C. Thomas 1950
- Niacin in vascular disorders and hyperlipemia. Springfield, Ill., Thomas 1964
- Über eigenartige Begleitsymptome eines Hirnechinococcus. Aus der Klinik für Nerven- und Geisteskrankheiten der kgl. Universität Rom. in: European Neurology, 1927, S. 325–341